# Реактор B
Реактор B (англ. B Reactor) — ядерный реактор, находившийся на территории Хэнфордского комплекса в штате Вашингтон, США. Первый крупный реактор, предназначенный для промышленного производства плутония-239. Реактор был построен в 1944 году в рамках Манхеттенского проекта.
19 августа 2008 года реактор был объявлен национальным историческим памятником США.